# Rue Géricault
La rue Géricault est une voie du 16e arrondissement de Paris, en France.

## Situation et accès

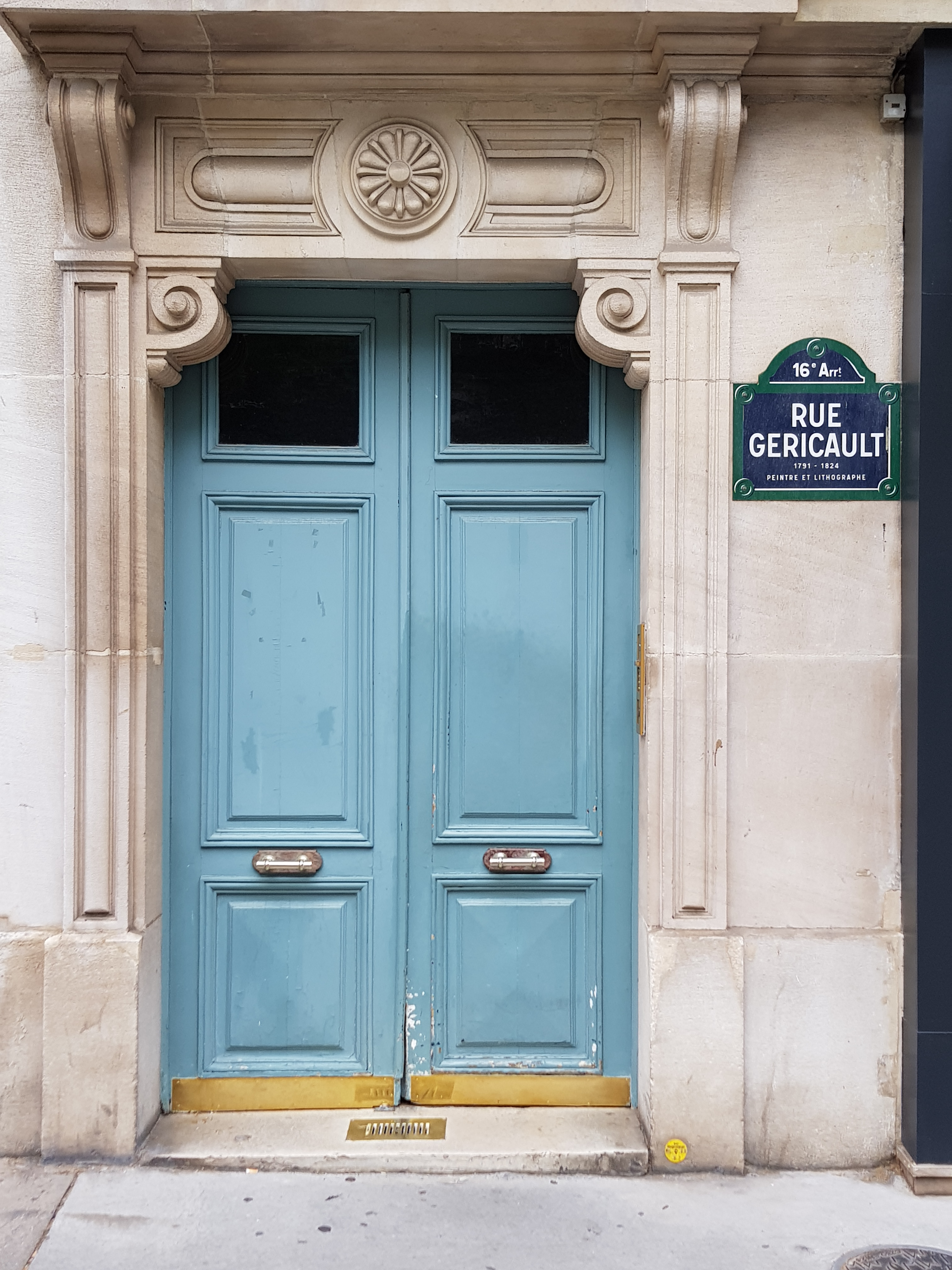
Entrée du no 2.

Longue de 90 mètres, elle commence au 52, rue d'Auteuil et finit au 27, rue Poussin.
Le quartier est desservi par les lignes 9 et 10 à la station de métro Michel-Ange - Auteuil.

## Origine du nom

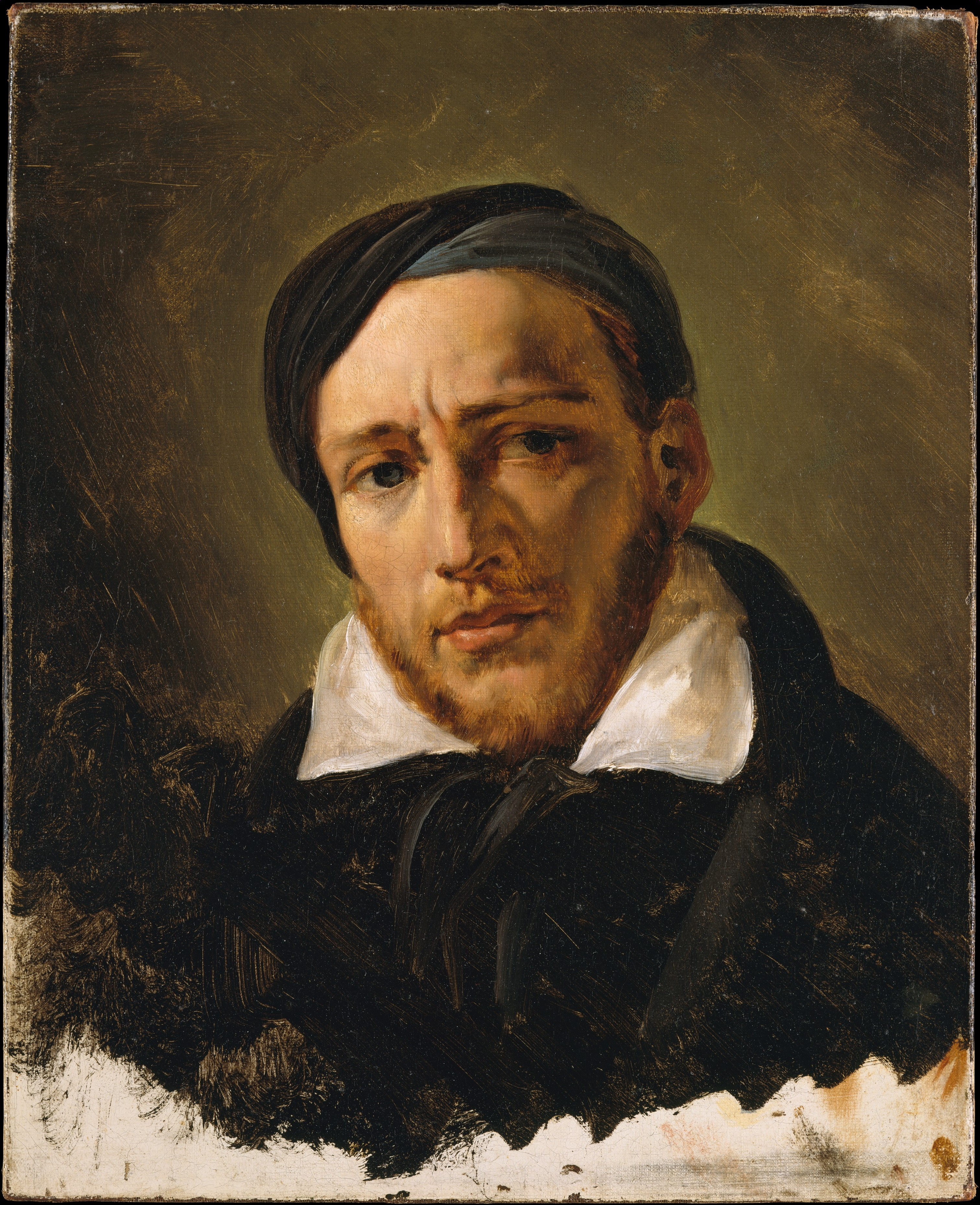
Théodore Géricault par Horace Vernet (vers 1822-1823).

Elle porte le nom du peintre, dessinateur et lithographe français Théodore Géricault (1791-1824) et fait partie d'un quartier où de nombreuses rues portent un nom d'artiste.

## Historique
Cette rue de l'ancienne commune d'Auteuil, alors dénommée « rue des Arts », est classée dans la voirie parisienne en vertu d'un décret du 23 mai 1863. Elle prend sa dénomination actuelle par un autre décret en date du 24 août 1864.
En 1852 avait été décidée la création du chemin de fer d'Auteuil, confié à la Compagnie du chemin de fer de Paris à Saint-Germain. Celle-ci acquiert à cette fin la propriété Boufflers. Le quartier est complètement réaménagé avec la création de la gare d'Auteuil et, à proximité, l'ouverture de plusieurs voies, dont l'actuelle rue Géricault. La voie se trouve en partie sur l'espace anciennement occupé par le jardin du château de Boufflers.

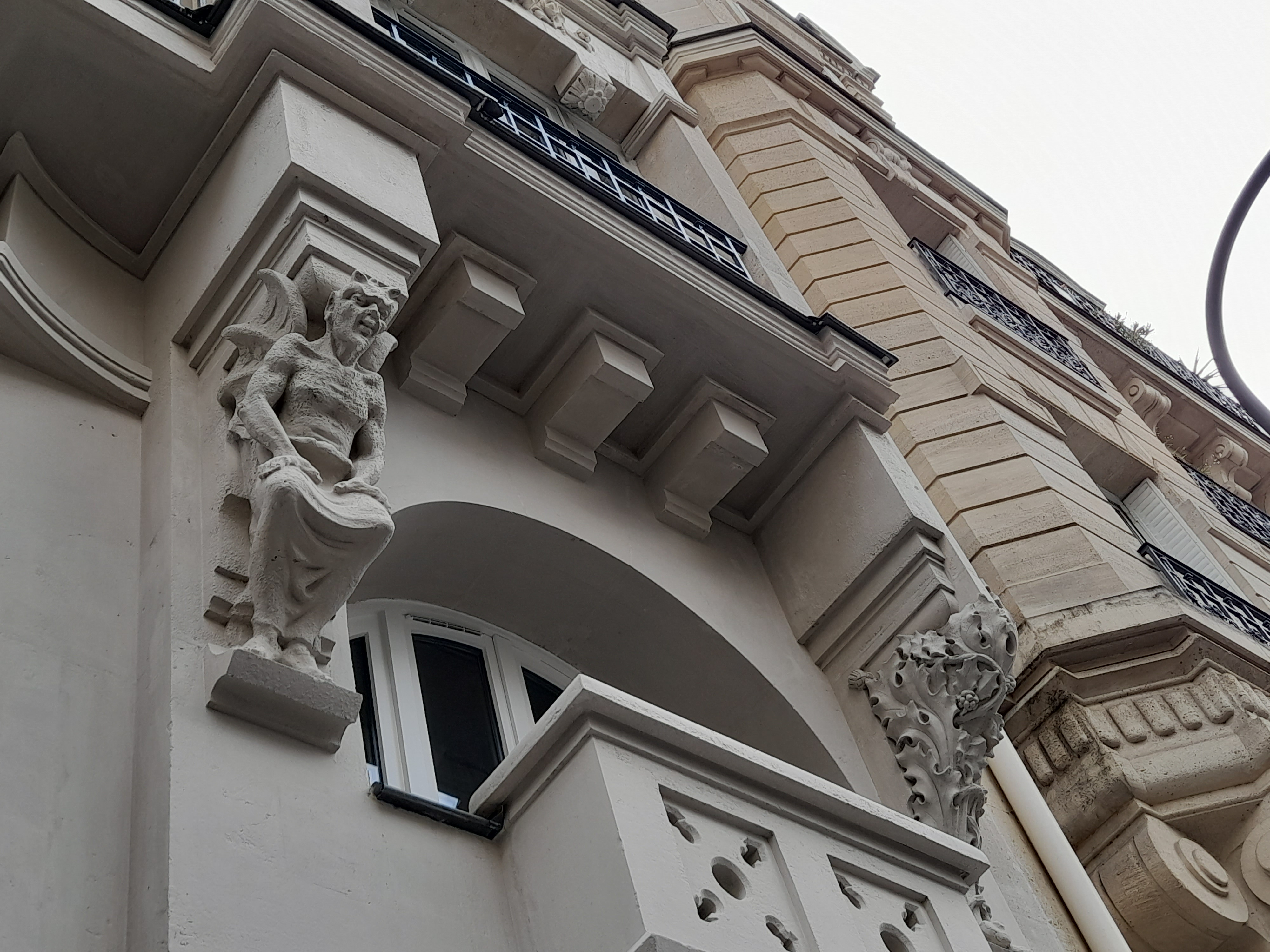
Diablotin au n° 11.